# 江東マンション神隠し殺人事件
江東マンション神隠し殺人事件（こうとうマンションかみかくしさつじんじけん）とは、2008年（平成20年）4月18日に東京都江東区のマンションで女性が神隠しのように行方不明となり、後に殺人・死体損壊遺棄が発覚したバラバラ殺人事件。完全犯罪としても注目された。

## 事件の概要
2008年（平成20年）4月18日夜、会社員の女性（以降被害者女性）が東京都江東区潮見二丁目の自宅マンションから忽然と消え、姉から捜索願いが出される。最上階の自室の玄関に少量の血痕が残った状態であったことに加え、マンションに設置された監視カメラの記録に、被害者女性がマンション建物から外出した形跡がないことから、「神隠し事件」として、マスメディア各社がトップニュースで報じた。また、同マンションは当時3分の1近くが空室であり、被害者女性宅の両隣は空室であった。
警視庁は、マンション住民全員から事情聴取、任意での指紋採取、家宅捜索を行った。事件発生から約1か月後の同年5月25日、被害者女性宅の二部屋隣に住む派遣社員の男（以降加害者男）を住居侵入容疑で逮捕した。その後の捜査により、加害者の男は以下のように再逮捕・起訴された。
- 6月13日 - 警視庁が死体損壊・遺棄容疑で再逮捕、東京地方検察庁が住居侵入罪で起訴[5]
- 6月25日 - 警視庁が殺人容疑で警視庁に再逮捕、東京地検が死体損壊・遺棄罪で追起訴[6]
- 7月18日 - 東京地検が殺人罪で追起訴[7]

逮捕後、加害者男からの供述により事件の全貌が明らかとなった。

## 事件の全貌
事件前日までの動き
現場の江東区のマンションに加害者男性が引っ越してきたのは2008年2月9日。9階の一番南側の部屋である918号室に入居した。被害者女性とその姉は2008年3月1日に、加害者男性が住む部屋の二部屋隣の916号室に引っ越しをした。該当マンションは監視カメラやオートロックなど防犯設備が多く設置されている物件で、被害者女性らがこの物件に決めた理由の一つでもあった。加害者男性は、被害者女性に狙いを定めたのは事件のおよそ1週間前と供述している。
拉致・殺害
2008年4月18日19時30分ごろ、加害者男は性奴隷獲得目的で被害者女性の帰宅を待ち伏せし、帰宅直後を狙い被害者女性宅へ侵入。被害者女性に騒がれたため頭部を殴打し拉致、自室へ連れ帰り、縛って部屋に寝かせておいた。まもなく、被害者女性と同居していた姉が帰宅し、室内の異変に気付いて警察へ被害届を提出した。早くも警察の捜査が始まったことを知った加害者男は、事件の発覚を恐れ、被害者女性の首に包丁を刺し殺害した。
解体・隠蔽
殺害後、加害者男は被害者女性の遺体を包丁2本とのこぎりでバラバラに切断し、冷蔵庫やベッドの下、段ボール箱などに隠した。腕、足から包丁を使って肉をはぎとり、まな板で切り刻んで水洗トイレから下水管に流した。後の骨はノコギリで細かく切り、冷蔵庫に隠した。その後、胴体を解体し、腹や胸から肉をはぎ取り、臓器を取り出し、これをまな板の上で切り刻んだ上、水洗トイレから下水道管に流した。解体後に残った骨は冷蔵庫に隠した。その後、遺体の頭から髪の毛を切り、頭皮を耳や鼻、唇ごとはぎとり、眼球をえぐり出し、それらを切り刻んで水洗トイレに流した。さらに頭蓋骨をノコギリで切って、脳を取り出し、下水道に流した。頭蓋骨は数個に切って、冷蔵庫に隠した。
翌日、警察がマンション全室に行った任意の家宅捜索の際には、事件とは無関係な段ボール箱を捜査員に見せて中身を確認させた上、警察が中身を詳しく調べないだろうと考え、遺体の一部が入っていた段ボール箱をあえて自ら示し、中身確認を促すなど巧妙かつ大胆に振る舞った。結局、遺体が入った段ボール箱は見逃すこととなる。
加害者男は被害者女性の遺体を細かく切断してトイレに流したり、出勤時にゴミ捨て場に捨てるなどして、同年5月1日までに遺体の全てを処理した。
指紋照合
被害者女性宅に残っていた指紋を警察が調べた結果、加害者男が被害者女性宅に侵入した際に、指紋をわずかに残していたことが判明。事件直後には加害者男を含むマンション住民全員から任意で指紋を採取していたが、その時は、加害者男は何らかの薬品を使って指先の皮膚を荒らしていたため、10指とも紋様が読み取れず、照合が不可能だった。事件から1か月後に再び警察が加害者男の指紋を採取した際には、皮膚は再生しており、被害者女性の部屋で発見された指紋と一致したため、加害者男の逮捕へと至った。
DNAの一致
加害者男の逮捕後、警察が下水管などを調べた結果、わずかに残った遺体肉片と被害者女性のDNAが一致した。また、加害者男の部屋の一室や浴槽から採取された血痕と被害者女性のDNAが一致した。その他、被害者女性が所有していた財布や免許証などの切断された一部を発見した。

## 加害者のプロフィール
加害者の男は1975年（昭和50年）1月5日生まれで、本籍地は岡山県岡山市。4人兄弟姉妹の長男として出生したが、1歳11か月の時に浴槽の蓋の上に乗ったところ、蓋が落ちて熱湯の入った浴槽に落ちて両脚に大やけどを負った。そのやけどの痕が赤いケロイド状に残ったことから小学生のころからいじめにあったが、低学年のころにそのことで泣きながら父親に相談すると「そんなことで泣くな」などと怒鳴られ、それ以来は「いじめに遭っていることを誰にも相談できない」と思うようになり、次第に人と接することを避けるようになり「自分がやけどしたのは両親のせいだ」とも思うようになった。中学校入学に前後して思春期を迎えたが、やけどのために「自分は女性や恋愛には無縁だ」と考えるようになったほか、両親への恨みを深めて「早く両親の元から離れたい」と考えたため、1993年（平成5年）3月に地元・岡山県の県立高校情報処理科を卒業すると、東京都内のゲーム会社に入社したが、4年余り勤務したところでゲームの仕事に飽きたこともあり会社を辞めた。その後は派遣社員としてコンピューターソフト開発会社に勤務し、会社を替わるなどした後に技術を認められて引き抜かれ、月額50万円の個人契約社員として勤務していた。
容疑者のmixiのプロフィール欄には「だるま、ダルマ、達磨、四肢切断」と記載されており、四肢切断（アポテムノフィリア）に異常な執着を見せていた。mixiにも四肢切断した女性のアニメ風イラストをアップロードしたり、コミックマーケットでも女性を四肢欠損させた同人本を複数製作していた。
被害者女性は、東京都内の会社法人に勤務し、事件現場となったマンションには姉と同居していた。加害者男と被害者女性の間に面識はなく、加害者男は被害者女性の名前も年齢も知らなかった。若く太っていない女性を無差別に狙った、強姦、性的暴行、婦女暴行目的の犯行であった。そもそも加害者は、たまたま同じ建物で見かけたOL風の女性をターゲットに定めて犯行に及んだが、同部屋に姉妹二人が同居していることを知らず、「こんな狭い物件に二人住んでいるわけがない」という先入観があった。加害者は被害者の部屋に押し入って被害者に危害を加えた上で拉致したが、実際に想定して狙っていたのはOL風の一度見かけた件の女性、つまり姉の方であった上、報道で知るまで、その勘違いに気がついていなかった。
加害者は事件2日後の4月20日に被害者の父親とエレベーターで乗り合わせた際に「大変なことになりましたね」と声を掛けたほか、マンションの管理会社に対し電話で「監視カメラが足りない」などとクレームを入れたり、マンションの外で待ち構える多くのマスメディアのインタビューに応じて自分が殺害した女性の失踪を心配するそぶりを見せたり、事件と無関係を装っていた。

## 刑事裁判

### 第一審
2009年（平成21年）1月13日に東京地方裁判所（平出喜一裁判長）で初公判が開かれた。加害者男は起訴事実を認めた。公判のなかで、事件の全貌や、加害者男の陵辱を好む性的な嗜好が明らかにされた。この裁判は裁判員制度のモデルケースとしても注目され、検察側は証拠として被害者女性の遺体の一部である骨片49個、すべて5センチ角程度に切り刻まれた肉片172個を65インチのモニターに表示するなどし、再度クローズアップされることになった。
2009年1月26日に開かれた第6回公判で検察官の論告求刑・弁護人の最終弁論が行われて結審し、東京地検は被告人Hに死刑を求刑した。地検は論告でわいせつ目的略取という身勝手な動機、完全犯罪を目論んだ徹底した罪証隠滅工作、部屋の血液反応という物証が提示されるまで犯行を否認したこと、1983年に最高裁が死刑適用基準（通称「永山基準」）を示して以降、殺人の前科がない加害者に対し死刑が確定した被害者1人の殺人事件3件の例を提示した。弁護側は最終弁論で、前科がないことや逮捕後は犯行を供述して謝罪していることや下半身に大やけどを負った過去の生い立ちなどを提示して死刑回避を求めた。
2009年2月18日に判決公判が開かれ、東京地裁刑事第3部（平出喜一裁判長）は被告人（加害者男）に無期懲役の判決を言い渡した。東京地裁は判決理由で「性奴隷にしようとして拉致し、事件の発覚を防ぐには被害者の存在自体を消してしまうしかないと考えた自己中心的で卑劣な犯行で、酌量の余地はない」と厳しく指弾したが、「死刑選択には相当強い悪質性が認められることが必要となるが、この殺害では執拗な攻撃を加えたものではなく、残虐極まりないとまではいえない」「自ら罪を悔いており、死刑は重すぎる」と結論付けた。同月25日、東京地検は量刑不服として東京高等裁判所へ控訴した。

### 控訴審
2009年6月11日に東京高裁（山崎学裁判長）で控訴審初公判が開かれた。検察官（東京高等検察庁）は控訴趣意書で、死刑求刑に対して無期懲役とした一審判決を、「犯行は類を見ないほど凶悪で危険極まりない。一審の刑は軽すぎる」として、改めて死刑を求めた。一方、弁護人は「殺害された被害者が1人の同種事案と比較しても死刑には値せず、無期懲役が最も適切」と主張し、控訴審は第2回公判（7月16日）で結審した。
2009年9月10日に控訴審判決公判が開かれ、東京高裁（山崎学裁判長）は第一審判決を支持し、検察官の控訴を棄却する判決を言い渡した。東京高裁 (2009) は、「原判決（東京地裁）は、わいせつ目的が未遂に終わった点を有利な情状として挙げたが、有利には考慮できない。殺害方法は無慈悲かつ残虐で、原判決が『極めて残虐とまでは言えない』としたのは相当ではない」と指摘した上で、「殺害は身勝手極まりなく、死体損壊は人間の尊厳を無視する他に類を見ないおぞましい犯行だ」と判示した。
しかし、その一方で「検察官の『被害者を拉致した状態で殺害に着手せざるを得ない状況だった』という主張は早計で、殺害の計画性は認められない」「前科などもなく、自らの罪を悔いて謝罪の態度を示し、矯正の可能性がある」として、永山基準や、被害者が1人でも死刑となった過去の事案との違いを指摘し、「極刑がやむを得ないとまでは言えない」と結論づけた。
東京高検は「憲法違反や判例違反などの明確な上告理由がない」と上告を断念し、被告人側も上告期限内（同月24日まで）に上告しなかったため、同月25日付で無期懲役が確定した。